# روبرت داوبر
روبرت داوبر (آلمانی: Robert Dauber؛ ۱۹۲۲–۱۹۴۵) آهنگساز یهودی و نوازنده پیانو و ویولنسل اهل آلمان بود.
تنها اثر به‌جا مانده از او، «قطعه موسیقی عاشقانه برای پیانو و ویولن» است. در جریان جنگ جهانی دوم او خانواده‌اش ابتدا به گتوی ترزینشتات فرستاده شدند و سپس خودش به اردوگاه کار اجباری داخائو برده شد و در سال ۱۹۴۵ در آنجا کشته شد.